# Françoise Gründ
Françoise Gründ (née en 1938 à Paris) est une ethnoscénographe et metteuse en scène française.
Docteur de sa discipline qu'elle a contribué à créer, elle enseigne à l’université de Paris X jusqu’à sa retraite en 2003. Également peintre, elle est directrice artistique de la Maison des cultures du monde de 1982 à 1998, du Festival de l'imaginaire de 1992 à 1998, et dirige le Festival des arts traditionnels de 1974 à 1982. Elle écrit de nombreux ouvrages sur sa discipline.
Elle est l'épouse du metteur en scène Chérif Khaznadar.

## Distinctions
- Prix du syndicat de la critique 2002 : Prix du meilleur livre sur la danse pour Danses de la terre